# Alphonse Alkan
Pour les articles homonymes, voir Alkan (homonymie).
Alphonse Alkan (dit Alkan aîné), né le 13 février 1809 à Paris et mort le 18 juin 1889 à Neuilly-sur-Seine, est un imprimeur, éditeur, bibliographe, collectionneur et essayiste français.

## Biographie
De confession juive, son premier métier fut celui de prote et donc d'imprimeur. Il écrivit de nombreuses contributions à des revues relatives à la typographie et la bibliographie. Il devint pendant quatorze ans le secrétaire et le relecteur du Comte de Clarac, conservateur des antiques au musée du Louvre.
Alkan fut surtout un essayiste extrêmement généreux, il publia sous son nom de très nombreuses études critiques quant aux métiers et techniques du livre, notamment sur l'illustration et les sources bibliographiques.
Il est un des membres fondateurs en 1872 de la Société de l'histoire de l'art français.
En 1878, il adressa un mémoire au Ministre de l'Instruction publique d'alors pour un projet de statue sur la place de la Sorbonne à Ulrich Gering, l'introducteur de l'imprimerie à Paris.
Au cours de sa vie, il forma une importante collection d'ouvrages, documents, lettres, portraits, gravures relatifs à l'imprimerie et à la librairie qui est désormais accessible à l'Imec, comme partie du fonds du Cercle de la Librairie.
Il était marié avec Henriette Caen qui semble avoir collaboré à certains de ses essais.

## Œuvre sélective
- [Anonym.] Les Femmes compositrices d'imprimerie sous la Révolution française de 1794, par un Ancien typographe, 1862
- Les Graveurs de portraits en France, 1879
- Documents pour servir à l'histoire de la Librairie parisienne, 1879
- Les Livres et leurs ennemis, 1883
- Les étiquettes et les inscriptions des boîtes-volumes de Pierre Jannet, Fondateur de la Bibliothèque Elzéverienne, 1883
- Édouard René Lefèbvre de Laboulaye, un fondeur en caractères, Membre de l'Institut, 1886
- Berbiguier et son livre : les Farfadets ou Tous les démons ne sont pas de l'autre monde, et de ses rapports avec Théotiste Lefèvre pour l'impression de son livre, 1889
- Les Quatre Doyens de la typographie parisienne  (avec Pierre-Théotiste Lefèvre), Angers, André Burdin, 1889, ix-104, 1 vol. : ill. et portr. ; 24 cm (lire en ligne sur Gallica).